# Földes Fanni
Földes Fanni (Mohács, 1995. szeptember 7. –) labdarúgó, kapus. Jelenleg a Viktória FC labdarúgója.

## Pályafutása
2009-ben a Pécsi MFC csapatában kezdte a labdarúgást. 2010-ben igazolt a Viktória együtteséhez, ahol tagja volt a 2010–11-es ezüstérmet, és a 2012–13-as idényben bronzérmet szerzett csapatnak.

## Sikerei, díjai
- Magyar bajnokság
  - 2.: 2010–11
  - 3.: 2012–13